# Pygophora cheesmanae
Pygophora cheesmanae är en tvåvingeart som beskrevs av Crosskey 1962. Pygophora cheesmanae ingår i släktet Pygophora och familjen husflugor. Inga underarter finns listade i Catalogue of Life.